# FC Delta Dobrogea Tulcea
FC Delta Tulcea este un club de fotbal din Tulcea, România. Acesta a fost înființat pentru prima dată în 1973, iar echipa sa de seniori a evoluat în Liga a III-a, luând startul inclusiv în sezonul 2018-2019, dar retrăgându-se în pauza de iarnă. Acesta a fost desființat în anul 2019. În 2023 însă, echipa a fost înscrisă din nou în Liga a IV-a Tulcea.

## Istorie

Vechiul logo.

În sezonul 2006–07, Delta a terminat pe locul întâi în seria sa din Liga a II-a, dar nu a putut promova în Liga I din cauza faptului că nu a obținut licența din partea FRF. Din cauza nepromovării în Liga I, mai mulți jucători importanți, precum Ștefan Ciobanu și Emil Nanu, plus antrenorul Constantin Gache, au plecat la echipa FC Farul Constanța, iar Enache Câju a plecat la FC Gloria Bistrița.
La finalul sezonului 2012-2013 al Ligii a II-a echipa s-a retras din campionat și s-a desființat din cauza problemelor financiare. Însă, pe 25 august 2013 clubul s-a reînființat sun numele Delta Dobrogea Tulcea și s-a înscris în Liga a IV-a Tulcea.

## Palmares
- Liga a II-a
  - Câștigătoare (1): 2006-2007

- Liga a III-a
  - Câștigătoare (1): 2005-2006
  - Locul 2 (1): 2015-2016

## Lotul actual
La 20 august 2017.
| Nr. |         | Poziție | Jucător                |
| --- | ------- | ------- | ---------------------- |
| 1   | România | P       | Alin Trandafir         |
| 6   | România | F       | Samoel Cojoc (Căpitan) |
| 8   | România | M       | Cristian Coconașu      |
| 9   | România | A       | Sorin Chițu            |
| 10  | România | M       | Nicu Crețu             |
| 13  | România | F       | George Tudorache       |
| 14  | România | M       | Mihai Ion              |
| 19  | România | M       | Daniel Iliescu         |
| 20  | România | F       | Vișan Crețu            |

| Nr. |         | Poziție | Jucător             |
| --- | ------- | ------- | ------------------- |
| —   | România | F       | Eugen Ghețu         |
| —   | România | F       | Mihai Mușea         |
| —   | România | F       | Robert Paraschivoiu |
| —   | România | M       | Denis Alecu         |
| —   | România | M       | Nicolae Fătu        |
| —   | România | M       | Mititelu Mihai      |
| —   | România | A       | Cosmin Ghenciu      |
| —   | România | A       | Răzvan Dima         |

## Jucători emblematici
| - Marin Stănăgui - Gheorghe Dascălu - Daniel Iftodi - Procop Ion - Belea Dumitru - Badea Petre - Ihimov - Ionescu Aurel - G Cojocaru - Cărbunaru Romeo - Damu - Ciocoiu Vlad | - Cipu - Șacu Lică - Alexandru Bădescu - Iordache - I Husein - Tucă Nelu - Barbu David - Rusu Cristi - Vasilache - Gheorghe Iamandi - Costache Nelu - Petruș V | - Rotaru I - Ioniță Dumitru - Constantin Lala - Odagiu V - Parfenov S - Resteanu - Stănescu Nelu - Zaiț C - Cazacu Ion - Vasile Ingea - Epure - Stan | - Iliușcă Nicolae - David Sorin - Ignat Daniel - Paraschiv - Mihailov Paul - Pîrlogea - Dinescu - Mascu - Iosif Rotariu - D Tudor - Vali Șofan - C Alexe - Popescu Dan |

## Antrenori emblematici
- Florea
- Ion Moldovan
- Paul Ciupercă
- Gh Tomescu
- Copil Vasile
- Breazu Gheorghe
- Vasile Ichim
- Constantin Gache